# Cantone di Saint-Max
Il Cantone di Saint-Max è una divisione amministrativa dell'arrondissement di Nancy.
A seguito della riforma approvata con decreto del 26 febbraio 2014, che ha avuto attuazione dopo le elezioni dipartimentali del 2015, è passato da 3 a 5 comuni.

## Composizione
I 3 comuni facenti parte prima della riforma del 2014 erano:
- Dommartemont
- Essey-lès-Nancy
- Saint-Max

Dal 2015 i comuni appartenenti al cantone sono i seguenti 5:
- Dommartemont
- Essey-lès-Nancy
- Malzéville
- Saint-Max
- Tomblaine